# تأثير لي-بوت
تأثير لي-بوت هي ظاهرة تتعلق بقمع أو إطالة دورات الشبق لإناث الفئران الناضجة (والقوارض الأخرى)، عندما تؤى الإناث في مجموعات ومعزولة عن الذكور. وهو ناتج عن تأثيرات فرمون معتمد على هرمون الإستروجين، وربما 2.5-ثنائي ميثيل بيرازين، والذي يُطلق عن طريق البول ويعمل على الجهاز المقيء للأنف لدى المتلقين. يقلل هذا الفيرومون من تركيز الهرمون الملوتن ويرفع مستويات البرولاكتين، مما يؤدي إلى مزامنة أو إيقاف دورة المستلم. يفسر هذا التأثير بطريقة ما سبب حدوث الحمل الكاذب التلقائي في الفئران. تستدعي نفس الاستجابة من الإناث المعزولات عند ملامستها للفراش المبلل بالبول من أقفاص الإناث الأخرى. الغدد الكظرية مطلوبة لإنتاج فرمون البول المسؤول عن هذا التأثير.

## أنظر أيضًا
- تزامن الدورة الشهرية